# Dunaharaszti alsó megállóhely
Dunaharaszti alsó megállóhely egy Pest vármegyei vasútállomás, Dunaharaszti településen, a MÁV üzemeltetésében. Alsóváros és Harasztiszőlők településrészek határán helyezkedik el, a város délkeleti szélén, közúti elérését csak önkormányzati utak biztosítják.

## Vasútvonalak
Az állomást az alábbi vasútvonalak érintik:
- Budapest–Kelebia-vasútvonal

## Kapcsolódó állomások
A vasútállomáshoz az alábbi állomások vannak a legközelebb:
- Dunaharaszti vasútállomás (Budapest–Kelebia-vasútvonal)
- Taksony vasútállomás (Budapest–Kelebia-vasútvonal)

## Megközelítése tömegközlekedéssel
Városi helyijárat:  2, 4

## Forgalom
| Járat | Útvonal | Gyakoriság |
| ----- | --- | ---------- |
|       | A vonalon a vasúti szolgáltatás szünetel, a vonatok helyett a Volánbusz járatai közlekednek. A legközelebbi buszmegálló: MÁV alsó, vasútállomás |            |